# Route 169 (Québec)
Pour les articles homonymes, voir Route 169.
La route 169 (R-169) est une route nationale québécoise d'orientation nord / sud située sur la rive nord du fleuve Saint-Laurent. Elle dessert les régions administratives de la Capitale-Nationale et du Saguenay-Lac-Saint-Jean.

## Tracé
La route 169 débute en plein cœur de la réserve faunique des Laurentides à la jonction de la route 175 au km 166. À partir d'Hébertville, elle fait une boucle sur elle-même autour du lac Saint-Jean. Les trajets (l'un vers Alma et l'autre vers Roberval), sont en direction nord jusqu'aux environs de la Route du 1er Rang d'Albanel, soit le point le plus au nord de la route 169 (de part et d'autre de ce point, la signalisation routière indique 169 Sud,). Elle est aussi classée comme route collectrice du Canada entre les kilomètres 86,0 et 94,9 (jonction de la route 170 est vers Saguenay jusqu'au au boulevard Auger à Alma et entre les kilomètres 272,4 et 292,6 (jonction de la route 155 vers La Tuque à la jonction de la route 170 à Métabetchouan–Lac-à-la-Croix).

## Histoire

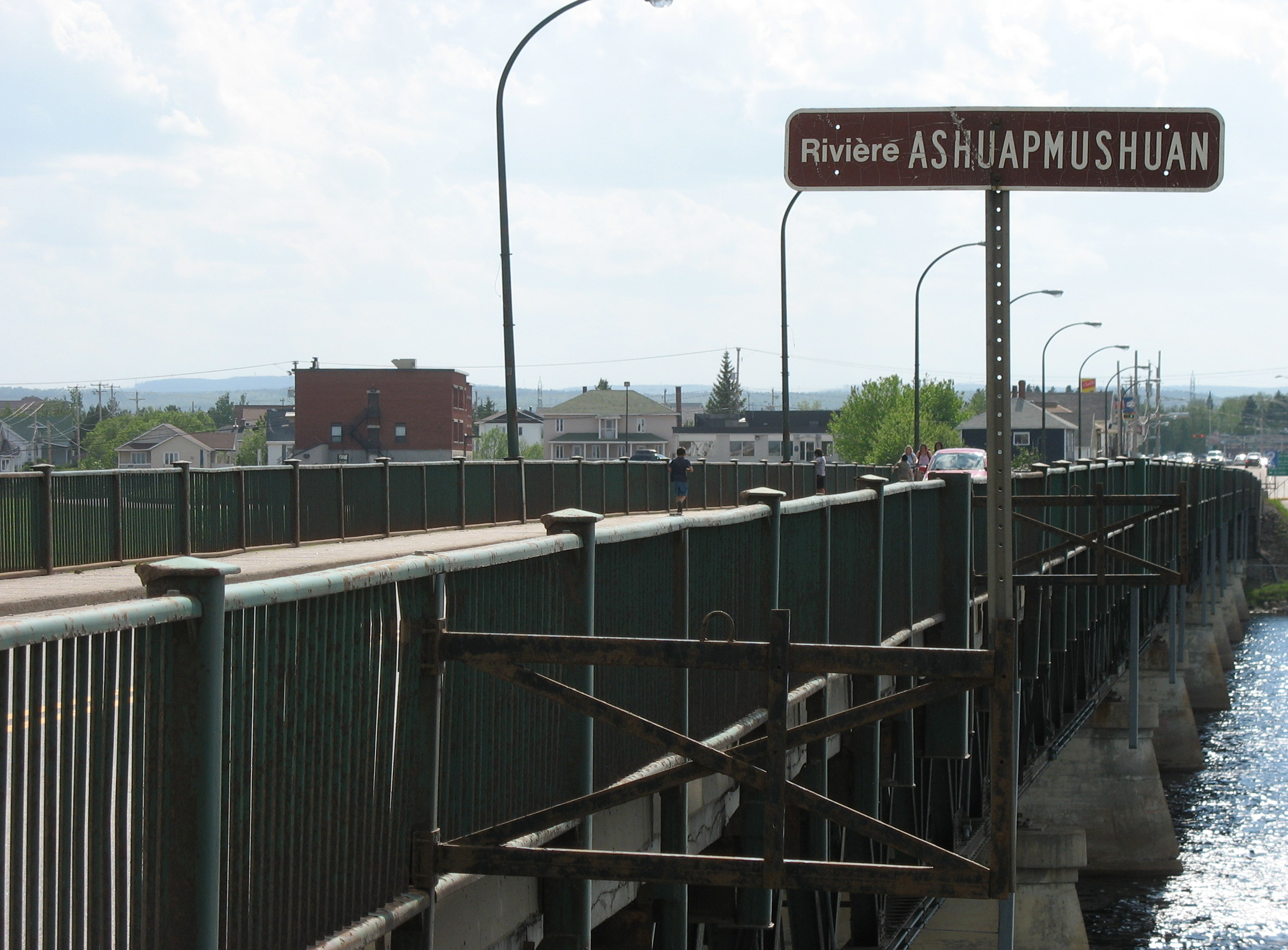
Le pont Charbonneau de la route 169 au-dessus de la rivière Ashuapmushuan à Saint-Félicien

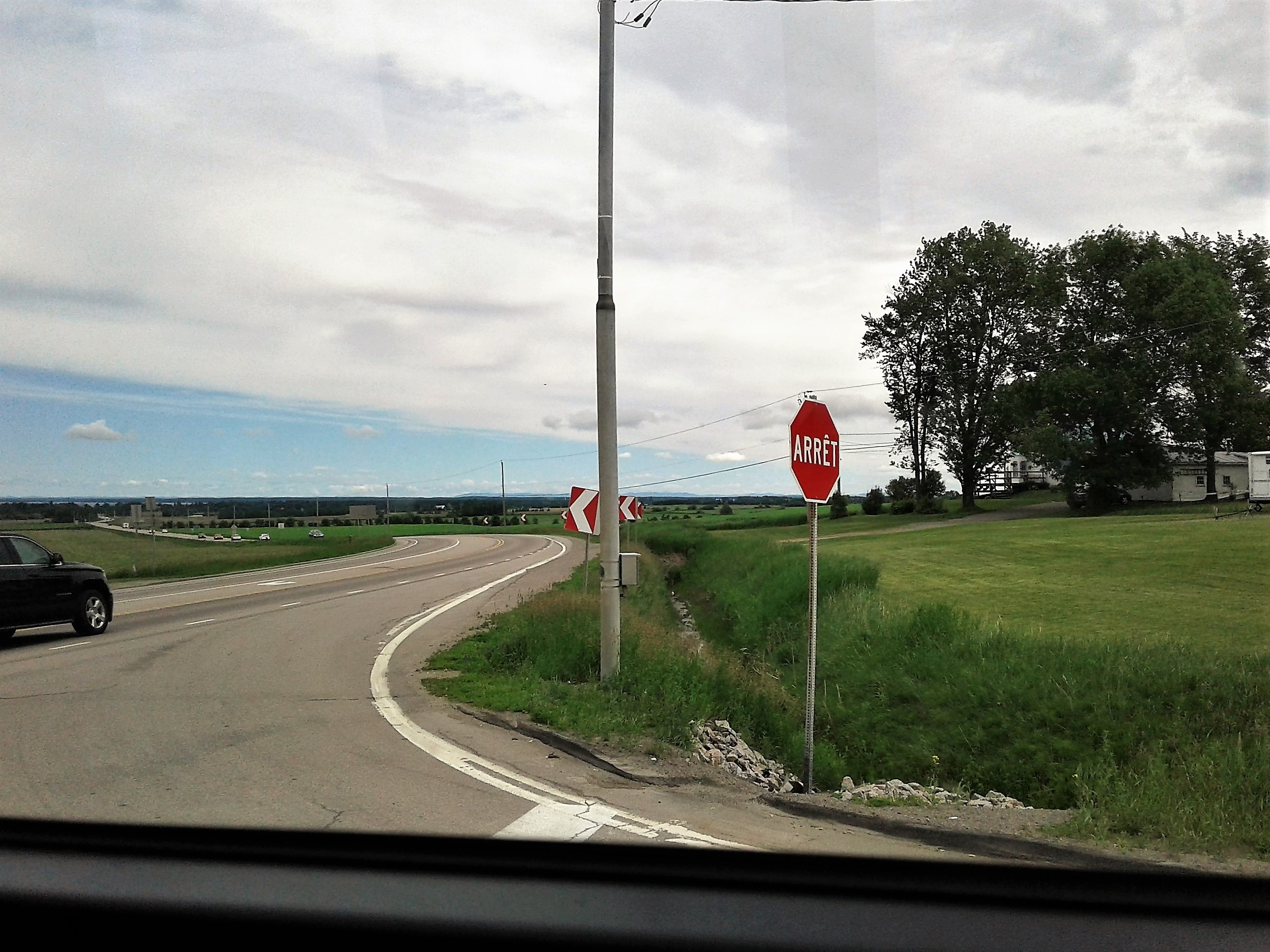
Jonction des routes 169 et 170 à Métabetchouan-Lac-à-la-Croix

De 1929 à 1934, le tracé Québec-St-Siméon, St-Siméon-Chicoutimi-St-Bruno; la route du tour du Lac-St-Jean et la route du Parc des Laurentides était numéroté route 15. À partir de 1934, la Route 15 devenait la route 16. En 1950, la route 16 devenait la route 54-A, Lac Jacques-Cartier-Hébertville.

## Localités traversées (du sud au nord)
Liste des municipalités dont le territoire est traversé par la route 169, regroupées par municipalité régionale de comté (MRC).

### Capitale-Nationale

#### Charlevoix
- Lac-Pikauba (TNO)

#### La Côte-de-Beaupré
- Lac-Jacques-Cartier (TNO)

### Saguenay-Lac-Saint-Jean

#### Lac-Saint-Jean-Est
- Mont-Apica (TNO)

#### LimiteLac-Saint-Jean-Est/Le Fjord-du-Saguenay
- Limite Lac-Achouakan (TNO) / Lac-Ministuk (TNO)

#### Lac-Saint-Jean-Est
- Belle-Rivière (TNO)
- Hébertville

Début de la boucle autour du Lac Saint-Jean. Pour les fins de cette liste, la boucle est réalisée dans le sens anti-horaire.
- Hébertville-Station
- Saint-Bruno
- Alma
- Saint-Nazaire
- Saint-Henri-de-Taillon
- Sainte-Monique

#### Maria-Chapdelaine
- Péribonka
- Sainte-Jeanne-d'Arc
- Dolbeau-Mistassini
- Albanel
- Normandin

#### Le Domaine-du-Roy
- Saint-Félicien
- Saint-Prime
- Roberval
- Chambord

#### Lac-Saint-Jean-Est
- Desbiens
- Métabetchouan–Lac-à-la-Croix
- Hébertville

## Intersections majeures
| MRC                     | Municipalité                 | km     | Destinations                                         | Notes |
| ----------------------- | ---------------------------- | ------ | ---------------------------------------------------- | --- |
| Charlevoix              | Lac-Pikauba                  | 0,00   | R-175 – Saguenay, Québec                             | Échangeur |
| Lac-Saint-Jean-Est      | Hébertville                  | 79,30  | R-169 nord – Métabetchouan–Lac-à-la-Croix, Roberval  | Début de la boucle autour du Lac Saint-Jean; Métabetchouan–Lac-à-la-Croix indiqué en direction nord seulement |
| Lac-Saint-Jean-Est      | Saint-Bruno                  | 85,70  | R-170 ouest – Métabetchouan–Lac-à-la-Croix, Roberval | Terminus sud du multiplex avec la R-170; carrefour giratoire                                                  |
| Lac-Saint-Jean-Est      | Saint-Bruno                  | 86,60  | R-170 est vers A-70 – Saint-Bruno, Saguenay          | Terminus nord du multiplex avec la R-170                                                                      |
| Lac-Saint-Jean-Est      | Saint-Nazaire                | 102,30 | R-172 est – Saguenay                                 | Terminus ouest de la R-172                                                                                    |
| Maria-Chapdelaine       | Dolbeau-Mistassini           | 177,90 | R-373 sud – Saint-Félicien                           | Terminus nord de la R-373                                                                                     |
| Le Domaine-du-Roy       | Saint-Félicien               | 220,40 | R-373 nord – Dolbeau-Mistassini                      | Terminus sud de la R-373                                                                                      |
| Le Domaine-du-Roy       | Saint-Félicien               | 232,10 | R-167 nord – La Doré, Chibougamau                    | Terminus sud de la R-167                                                                                      |
| Le Domaine-du-Roy       | Chambord                     | 274,90 | R-155 sud – La Tuque, Lac-Bouchette                  | Terminus nord de la R-155                                                                                     |
| Lac-Saint-Jean-Est      | Métabetchouan–Lac-à-la-Croix | 295,00 | R-170 est – Saguenay, Saint-Gédéon                   | Terminus ouest de la R-170; Saint-Gédéon indiqué en direction nord seulement                                  |
| Lac-Saint-Jean-Est      | Hébertville                  | 306,00 | R-169 – Alma, Hébertville, Québec                    | Fin de la boucle autour du Lac Saint-Jean                                                                     |
| - Terminus de multiplex |                              |        |                                                      | |